# Петрово (Саратовская область)
Петро́во — село в Аткарском районе Саратовской области России. Входит в состав Барановского муниципального образования.

## География
Село находится на северной части района, в пределах Приволжской возвышенности, в степной зоне, на берегах реки Хорошевки, на расстоянии примерно 15 километров (по прямой) к северо-востоку от города Аткарск. Абсолютная высота — 180 метров над уровнем моря.
Климат
Климат характеризуется как умеренно континентальный с холодной малоснежной зимой и жарким сухим летом. Средняя многолетняя температура самого холодного месяца (января) составляет −12,1 — −12,6°С, температура самого тёплого (июля) 20,8 — 21,4°С. Среднегодовое количество атмосферных осадков — 375—450 мм. Снежный покров держится в среднем 130—135 дней в году.
Часовой пояс
Село Петрово, как и вся Саратовская область, находится в часовой зоне МСК+1. Смещение применяемого времени относительно UTC составляет +4:00.

## История
Село было основано в 1939 году. До 2018 года являлось центром ныне упразднённого Петровского муниципального образования.

## Население
| 2002 | 2010 |
| ---- | ---- |
| 429  | ↗459 |

Гендерный состав
По данным Всероссийской переписи населения 2010 года в гендерной структуре населения мужчины составляли 49,9 %, женщины — соответственно 50,1 %.
Национальный состав
Согласно результатам переписи 2002 года, в национальной структуре населения русские составляли 86 % из 429 чел.

## Инфраструктура
Действуют средняя общеобразовательная школа, фельдшерско-акушерский пункт и дом культуры.

## Улицы
Уличная сеть села состоит из трёх улиц.

## Известные уроженцы
- Фокина, Анастасия Ивановна (1913—2010) — советский работник сельского хозяйства, доярка, Герой Социалистического Труда.